# Jorge Merchán Aguilar
Jorge Merchán Aguilar (Cuenca, 16 de mayo de 1931 - 2 de octubre de 1962) fue un médico ecuatoriano dedicado a la práctica médica voluntaria en sectores rurales como parte de la Misión Andina.

## Biografía
Nació en Cuenca, Ecuador, el 16 de mayo de 1931. Fueron sus padres Virgilio Merchán Cobos y Filomena Aguilar Palacios. En 1956 contrajo matrimonio con Josefina Ortiz Oquendo, con quien tuvo cuatro hijos. Se graduó como Doctor en Medicina y Cirugía en la Universidad de Cuenca. Fue parte de la Misión Andina, enfocada en realizar cobertura médica gratuita en sectores indígenas y desfavorecidos, siendo asesinado durante sus labores realizando esta acción social, el 2 de octubre de 1962.

## Publicaciones
- Tesis sobre el Cáncer de útero (Publicado el 11 de noviembre de 1958)[7]

## Homenajes póstumos
- Escuela de Educación Básica Dr. Jorge Merchán Aguilar, en Paute, Provincia de Azuay.[8][9]
- Calle Jorge Merchán Aguilar, en Cuenca, Provincia de Azuay.[10]
- Monumento en el Centro de Formación de Líderes de Guaslán, Provincia de Chimborazo.